# Hucisko (powiat rzeszowski)
Hucisko – wieś w Polsce, położona w województwie podkarpackim, w powiecie rzeszowskim, w gminie Głogów Małopolski.
W latach 1975–1998 Wieś należała administracyjnie do województwa rzeszowskiego.
W Hucisku istnieje jednostka Ochotniczej Straży Pożarnej, przy której działa Młodzieżowa Drużyna Pożarnicza. 
W miejscowości znajduje się powstały w latach 80. XX wieku kościół pw. Matki Bożej Nieustającej Pomocy należący do parafii św. Antoniego Padewskiego w Przewrotnem, którego architektura nawiązuje do tradycyjnego budownictwa sakralnego.
We wsi istnieje również kaplica Matki Boskiej Nieustającej Pomocy z końca XIX wieku, której ściana ołtarzowa została zwrócona ku pobliskiej drodze. Budowla ma czterospadowy dach z kopułą, który wieńczy żelazny krzyż. Przy drodze wiodącej do Leżajska stoi XVIII-wieczna kapliczka, której wnętrze mieści ludowy, XIX-wieczny ołtarzyk z kopią obrazu Matki Boskiej Leżajskiej z 1752 roku.
W Hucisku znajduje się także przystanek autobusowy i dwa sklepy spożywcze.

## Integralne części wsi
| SIMC    | Nazwa           | Rodzaj    |
| ------- | --------------- | --------- |
| 0649960 | Mały Koniec     | część wsi |
| 0649976 | Na Porębie      | część wsi |
| 0649982 | Nowa Wieś       | część wsi |
| 0649999 | Pod Gatką       | część wsi |
| 0650005 | Stara Wieś      | część wsi |
| 0650011 | W Grochalówkach | część wsi |

## Historia
Jest to puszczańska osada przemysłowa, która powstała w XVII wieku przy hucie szkła. Działały tutaj hamernie przetapiające rudy darniowe na żelazo. Do dziś zachowane są jeszcze pozostałości tradycyjnego budownictwa lasowiackiego. Hucisko było własnością królewską i należało do starostwa bratkowickiego. Jego mieszkańcy zajmowali się hutnictwem, wypalaniem węgla drzewnego, rolnictwem i bartnictwem.
Podczas okupacji niemieckiej Hucisko było dwukrotnie pacyfikowane w odwecie za akcje ruchu oporu: część mieszkańców związała się z ruchem komunistycznym i należała do oddziału partyzanckiego GL "Iskra". Za działalność partyzancką hitlerowcy zastrzelili 24 osoby i spalili część zabudowań. W 1972 wieś została odznaczona Orderem Krzyża Grunwaldu III klasy za wybitne zasługi w walce z okupantem hitlerowskim.

## Sport
Wiosną 2002 roku w Hucisku zostały otwarte zajmujące ok. 10 ha tereny rekreacyjno-sportowe "Pod Gadką". W ich skład wchodzi mały zalew, boisko sportowe i zadaszone stoły, przeznaczone na organizowanie imprez.
W lipcu 2008 r. w Hucisku powstał klub sportowy, HPP Jedność Hucisko, który do rozgrywek A-klasy zgłosił drużynę piłkarska juniorów starszych.
HPP Jedność powstała w ramach współpracy sąsiednich miejscowości tj. Hucisko, Przewrotne i Pogwizdów Stary (stąd skrót HPP i nazwa Jedność).
W miejscowości działa też drużyna piłkarska i siatkarska.

## Osoby związane z miejscowością
- Wojciech Grochala – wojewoda krośnieński (1975–1977)